# 허 정남
허 정남(許 靖男)은 허나라의 남작이다. 허 효남의 아들이다.